# Matyáš Lerch
Matyáš Lerch (Milinov, 20 de fevereiro de 1860 — Sušice, 3 de agosto de 1922) foi um matemático tcheco.
Publicou mais de 250 artigos, a maioria sobre análise matemática e teoria dos números. Estudou em Praga e Berlim, e lecionou no Instituto Técnico Tcheco em Praga, na Universidade de Friburgo na Suíça, Instituto Técnico Tcheco em Brno e na Universidade Masaryk em Brno, onde foi o primeiro professor de matemática quando esta foi fundada em 1920.
Em 1900 foi laureado com o Grande Prêmio da Académie des Sciences, por seu trabalho sobre a teoria dos números. A função zeta de Lerch recebe este nome em sua homenagem, bem como a soma de Appell–Lerch.